# Trage liefde
Trage liefde is een Nederlandse televisiefilm uit 2007 onder regie van Boudewijn Koole. De film werd uitgebracht als een van de zeven delen uit de Nieuwe Lola's van dat jaar. Door het thema van homoseksualiteit en incest heeft de film ook internationale bekendheid.

## Plot
De 23-jarige motorcrosser Felix leidt een rustig, maar sportief bestaan bij zijn grootmoeder. Op een dag besluit hij dat hij in contact wil komen met zijn biologische vader, de 44-jarige Johan, een homoseksuele barman die naast zijn werk een klein meisje opvoedt en geniet van eenmalige nachtelijke escapades met escortjongens. Felix bezoekt het jazzcafé, maar probeert eerst meer over Johan te weten te komen voordat hij zijn identiteit onthult. Ook via zijn grootmoeder komt hij aan de nodige informatie: zijn ouders hadden slechts twee maanden een relatie en hij was volgens oma een vriendelijke man.
Johan snapt niets van Felix' regelmatige bezoekjes aan het café en vermoedt dat de jongeman toenadering zoekt, omdat hij naar Johans mening worstelt met zijn geaardheid. Wat hij niet weet, is dat Felix een seksuele relatie heeft met Irma, een aantrekkelijke collega. Met haar spreekt hij over zijn eerste seksuele ervaringen, als 10-jarige met een buurjongen. Nadien bezoekt hij na sluitingstijd het café, maar een kans op toenadering blijft uit doordat Johan wordt opgehaald door een escortjongen. Vervolgens zoekt Felix het uitgaansleven op met Irma, al wordt het snel duidelijk dat iets hem dwarszit.
Hij keert terug naar het café, waar hij Johan verleidt tot seks. Echter, eenmaal in zijn appartement trekt Felix zich terug als Johan hem probeert te zoenen, waarna hij vertrekt. Johan voelt zich verward en afgewezen en gaat de straten weer op. Desondanks zoekt Felix hem snel weer op om alsnog seks te hebben met zijn vader. Nadien heeft hij last van schuldgevoelens. Beiden willen hierna het contact verbreken. Johan vindt Felix te jong, terwijl Felix zijn vader niet meer onder ogen durft te komen. Als Johan aankondigt dat hij hem niet langer wil zien, slaat Felix hem in elkaar.
Aan het einde zoekt Felix Johan nog eenmaal op. Hij ziet hoe gelukkig hij is met de opvoeding van het meisje en besluit hem niet aan te spreken. In plaats daarvan vertrekt hij onopgemerkt.

## Rolbezetting
| Acteur            | Personage           |
| ----------------- | ------------------- |
| Victor Löw        | Johan               |
| Emiel Sandtke     | Felix               |
| Celia Nufaar      | Oma                 |
| Suus ten Holt     | Nathalie            |
| Mijs Heesen       | Loes                |
| Felix Burleson    | Eddy                |
| Edwin Jonker      | Barkeeper           |
| Katja Herbers     | Irma                |
| Juan Wells        | Escortjongen        |
| Ellik Bargai      | Dokter              |
| Dick Baars        | Eigenaar platenzaak |
| Mischa Reynders   | Crossvriend         |
| Kevin de Randamie | Antony              |